# 岩本和弘
岩本 和弘（いわもと かずひろ、1975年3月22日 - ）は、福井放送 (FBC) の元アナウンサー、ラジオセンター部次長、ラジオディレクター。愛称は「ガンちゃん」。

## 来歴
- 兵庫県芦屋市出身。西宮市立小松小学校、芦屋市立潮見小学校、芦屋市立潮見中学校、関西学院高等部、関西学院大学経済学部を卒業。大学時代は、関西学院大学応援団総部吹奏楽部に所属。担当楽器はユーフォニウム。
- 大学時代に芦屋市の自宅で阪神・淡路大震災を経験したことをきっかけに、防災・地震について学ぶ。（現在、防災に関する番組なども担当。）
- 卒業後、1997年にＦＢＣ福井放送に入社。アナウンサー、パーソナリティ、ディレクター。ニックネームは、ガンちゃん。
- 現在はFBCラジオセンター専属であるため、アナウンサーの休暇や取材要員などによる人員不足時の補填でテレビ出演する場合がまれにあるが、原則的にテレビの出演は行わない。朝ワイド「良ーいドン!! 」、昼ワイド「午後はとことん よろず屋ラジオ 」、夕方情報番組「ユーグレディオ」パーソナリティ。その他、ナレーション、BCリーグ・高校野球などのスポーツ実況、各種ステージも担当。（歌謡ステージの司会を得意とする）
- 2024年4月以降、アナウンサーから離れディレクター業に専念している。

- 入社から10年後の2007年、第32回JRN・JNNアノンシスト賞のラジオフリートーク部門で最優秀賞を受賞。2011年、日本民間放送連盟賞CM部門で最優秀賞を受賞。2013年、第38回JRN・JNNアノンシスト賞のラジオフリートーク部門で再び最優秀賞を受賞。2015年には第36回NNSアナウンス大賞のラジオ部門で大賞（最優秀賞）を受賞。2018年には日本民間放送連盟賞のラジオ生ワイド部門「許せない特殊詐欺！絶対にだまされないぞSP」で最優秀賞を受賞、この作品は第５６回ギャラクシー賞ラジオ部門で優秀賞を受賞。この他にも岩本は、アナウンスや番組などで数々の受賞歴を持つ。

- 朝ワイド「良ーいドン!! 」内の「恒ちゃんとガンちゃんの福井を歌おう」は、2000年から継続して放送。福井県在住の音楽プロデューサー恒見コウヘイ氏と岩本和弘で展開するトーク＆ミュージックのコーナー。毎回、恒見コウヘイ氏が生ギターでの弾き語りをする。さらに、リスナーから歌詞を募集して、恒見氏が「世界にたったひとつの曲」を完成させてプレゼントする企画も展開。作詞者の自宅を訪問し、番組を収録することもある。収録が夜になるため、そのお宅で晩御飯を御馳走になることがよくある。恒見コウヘイ氏は「ジャパネットたかた」のテーマソングなど、ＣＭソング・番組テーマ曲制作で知られている。
- 元プロ野球日本ハムファイターズの広瀬哲朗が出演するスポーツコーナー「広瀬哲朗のなんでも言っちゃうよ！」のコーナーはおよそ５年間にわたって展開した。広瀬は現在、東京を拠点に活動中。

## 特技
- ユーフォニウムの演奏
- おでこピアニカ（おでこでピアニカを演奏。爆笑問題の日曜サンデーでも披露。）
- 木製リコーダーの演奏（恒見コウヘイ氏とコラボを展開。）

## 受賞歴

### 2003年
- 平成15年日本民間放送連盟賞 ラジオ放送活動部門　入選[2]
  - 歌でつくる聴取者（リスナー）との輪　「世界にたったひとつ…あなたの歌をつくります」

### 2007年
- 第32回JRN・JNNアノンシスト賞 ラジオフリートーク部門 最優秀賞

- 平成19年日本民間放送連盟賞 ラジオ生ワイド部門　優秀賞[3]
  - 「げんき一番　SPレコード特集」

### 2010年
- 第35回JRN・JNNアノンシスト賞 CM部門優秀賞

### 2011年
- 平成22年日本民間放送連盟賞　CM部門　最優秀賞[4]
  - 自社媒体PRスポット「守りたい　ふるさとふくいの音　90秒」
- 第32回NNSアナウンス大賞 ラジオ部門 優秀賞

### 2013年
- 第38回JRN・JNNアノンシスト賞 ラジオフリートーク部門 最優秀賞
- 第33回NNSアナウンス大賞 ラジオ部門 優秀賞

### 2015年
- 第36回NNSアナウンス大賞 ラジオ部門 大賞（最優秀賞）
- 平成27年日本民間放送連盟賞　CM部門　優秀賞[5]
  - 自社媒体PRスポット「ステキな音に出会える　FBCラジオ　120秒」

### 2016年
- 平成28年日本民間放送連盟賞　生ワイド番組部門　優秀賞[6]
  - 「午後はとことん　よろず屋ラジオ　思わず人に話したくなる　ものづくりスペシャル」

### 2017年
- 平成29年日本民間放送連盟賞 CM部門　最優秀賞[7]
  - 自社媒体PRスポット「これからも　あなたとともに　120秒」

### 2018年
- 平成30年日本民間放送連盟賞 ラジオ生ワイド部門　最優秀賞[8]
  - 「午後はとことん よろず屋ラジオ 許せない！特殊詐欺 絶対にだまされないぞスペシャル」

### 2019年
- 第５６回　ギャラクシー賞　ラジオ部門　優秀賞[9]
  - 「午後はとことん よろず屋ラジオ 許せない！特殊詐欺 絶対にだまされないぞスペシャル」

## 担当番組

### FBCラジオ
- 良ーいドン!! - 月曜パーソナリティ
- 今夜はびんびんナイト
- FBCラジオ土曜スペシャル - 不定期パーソナリティ
- FBCラジオキャンパス 〜いいもの探検隊〜
- Life Is（FM福井） - FM福井とFBCラジオが2012年度から実施している共同企画コーナー「もしもしコッポちゃん レッツゴー特定健診！」に出演。

### FBCテレビ
- FBCニュース (不定期）

おじゃまっテレ ワイド&ニュース FRIDAY(2020年4月)

## 過去の担当番組

### FBCテレビ
- おじゃまっテレ ワイド&ニュース - 「ガンガンビュー」担当

### FBCラジオ
- ガンちゃんワールド（2003年4月 - 2003年9月） - パーソナリティ
- げんき一番（2003年4月 - 2010年4月1日） - パーソナリティ
- 午後はとことん よろず屋ラジオ（2010年4月1日 - 2019年9月） - パーソナリティ兼ディレクター
- ユーグレディオ（ - 2019年9月） - パーソナリティ